# Agència de Rewa Kantha
L'agència de Rewa Kantha fou una entitat política de la presidència de Bombai formada per 61 principats, situada principalment al sud del riu Narmada o Rewa, amb una superfície de 12.877 km². El territori era en general muntanyós encara que s'obria al sud cap a la plana de Gujarat. Les dues principals serralades eren al sud les muntanyes Rajpipla (derivació occidental de les muntanyes Satpura) que separaven les valls del Narmada i el Tapti, i cap al centre unes derivacions de les muntanyes Vindhya amb l'altiplà de Ratanmal, formant la divisòria entre el Narmada i el Mahi. La zona d'aquest darrer riu per la regió canviava de densa jungla i turons a fèrtil plana.

## Estats
Estava formada per 61 estats, organitzats en divisions i classes (primera amb 1 estat, segona amb 5 estats, i menors amb 55):
- Divisió de Rewa Kantha (tots governats per rajputs excepte Balasinor amb nissaga musulmana i Narukot, governat per bariyes):
  - Rajpipla, l'únic de primera classe
  - Chhota Udaipur, de segona classe
  - Bariya, de segona classe
  - Lunavada, de segona classe
  - Balasinor, des segona classe
  - Sunth, de segona classe
  - Kadana, menor
  - Bhadarva, menor
  - Umeta, menor
  - Sanjeli, menor
  - Narukot, menor

- Divisió de Sankheda Mehwas (estats al sud del Narmada):
  - Mandwa
  - Vajiria
  - Gad Boriad
  - Shanor
  - Naswadi
  - Palasni
  - Principat de Bhilodia: 
    - Motisinghji
    - Chhatarsinghji

  - Suchad
  - Nangam
  - Vasan Virpur
  - Agar
  - Vora
  - Principat d'Alwa
  - Vasan Sewada
  - Chorangla
  - Vanmala
  - Sindiapura
  - Bihora
  - Vadia Virampur
  - Dudhpur
  - Ranipura
  - Jiral Kamsoli:
  - Jiral
  - Kamsoli Moti
  - Kamsoli Nani
  - Chudesar
  - Rengan
  - Nalia
  - Pantlavdi: 
    - Akbar Khan
    - Kesar Khan

- Pandu Mehwas (estats propers a la regió del Mahi): 
  - Pandu
  - Sihora
  - Chhaliar
  - Nara
  - Varnol Mal
  - Jumkha
  - Itwad
  - Vakhtapur
  - Mevali
  - Kasla Pagina Muvada
  - Kanora
  - Poicha
  - Gotardi
  - Mokha Pagina Muvada
  - Jesar
  - Varnoli Nani
  - Dhari
  - Varnoli Moti
  - Rajpar
  - Litter Gothda
  - Amrapur
  - Dorka
  - Anghad
  - Raika

Kadana, Sanjeli (al nord) i Bariya no pagaven tribut. Bhadarwa i Umeta estaven a l'oest i Narukot al sud-est.

## Divisions
La divisió de Sankheda Mehwas tenia 26 estats amb una superfície de 805 km² i població el 1881 de 53.214 habitants. La divisió de Pandu Mehwas tenia inicialment 21 estats amb una superfície de 357 km² i una població el 1881 de 20.312 habitants; i Dorka Mehwas (3 estats fins a la supressió i unió a Pandu Mehwas) mesurava 23 km² i tenia una població el 1881 de 4.576 habitants. Els tres estats de la divisió de Dorka Mehwas (suprimida a finals del segle xix) eren Dorka, Andhad i Raika. El 1881 dels 61 estats, setze estaven sota control directe dels britànics entre els quals tres per ser els prínceps menors.

## Població
La població era:
- 1872: 512.569
- 1881: 549.892
- 1891: 733.506
- 1901: 479.065 (baixada per la fam de 1897-1900)

Hi havia a l'agència 6 ciutats (de les que quatre eren municipalitats: Nandod, Rampuk, Lunavada i Balasinor) i 2.817 pobles. Les ciutats principals eren Nandod, Lunavada i Balasinor. Els hindús eren el 90% i els musulmans el 5%; la reste eren animistes, jains i cristians. Les castes principals eren els bramans, rajputs, kumbis i mahars. Les tribus eren bhils, kolis, dhòdies, naikdes i dhankes.

## Història
En temps de la dinastia d'Anhilvada (746-961), la major part de Rewa, exclòs Champaner, estaven sota govern dels bariyes és a dir els caps kolis i bhils; al segle XI, XII i XIII alguns caps rajputs o almenys amb part de la sang rajput, empesos al sud pels musulmans, van suplantar als caps kolis i bhils. El primer estat a ser establert per rajputs fou el de Rajpipla. Kadana s'hauria constituït en principat al segle XIII per obra de Limdevji, germà petit de Jhalam Singh, un descendent de l'homonim Jhalam Singh fundador de Jhalod als Panch Mahals. Al mateix temps un fill del primer Jhalam Singh es va establir al poble bhil de Brahmapuri, i va canviar el seu nom a Sunth. Al segle XVI els sultans d'Ahmedabad (o de Gujarat) van sotmetre tota la regió de Rewa Kantha; al segle XVII un membre de la família Babi va fundar l'estat de Balasinor mentre el poder del governadors mogols de Gujarat entrava en decadència. Els marathes van estendre la seva autoritat a la plana de Gujarat i van recaptar tribut.
Les branques joves de les nissagues reials van haver de sortir algunes vegades del seu estat per crear-se nous principats fora. Aquestos, i els descendents d'alguns dels caps originals, formaven els prínceps de Rewa Kantha al segle xix. Alguns es van dedicar al saqueig i com que el Gaikwar de Baroda no podia restablir l'orde van intervenir els britànics el 1821. El 1822 per un acord amb el Gaikwar, els seus tributaris foren traspassats al govern de Bombai i Willoughby fou nomenat per organitzar els afers. El 1823 la posició i tribut dels sobirans de Sankheda Mehwas es van fixar. El 1825 els sobirans de Pandu Mehwas van quedar sota control britànic. Al mateix temps el control dels Panch Mahals fou cedit per Sindhia de Gwalior, i l'estat de Bariya fou agregat des de l'agència de Bhopawar, quedan organitzada el 1826 l'agència de Rewa Kantha que incloïa Rajpipla, els Panch Mahals de Sindhia, els estats Mehwas del Mahdi i el Narmada, i els estats de Bariya, Chota Udaipur i Narukot dels naikdes. Lunavada i Sunth, protectorats des del 1819, van formar part inicialment de l'agència de Mahi Kantha (1820) però transferits a Rewa Kantha vers 1827 o 1828.
El 1829 el nomenament d'agent polític fou suprimit i els sobirans van quedar sense control per uns anys fins que el càrrec d'agent fou restablert el 1842 i els poders judicials dels sobirans es van definir. En aquest període, el 1838 es va produir una revolta dels estats naikdes (Bariya, Chota Udaipur i Narukot); el 1839 es va signar un tractat amb Narukot que establia l'administració britànica que rebria a canvi la meitat de la recaptació i l'altra meitat seria pel sobirà. El 1853 Balasinar fou transferit des del districte de Kaira i Sindhia va cedir per un període de deu anys els Panch Mahals. El 1857 un grup de rebels van actuar al territori. El 1861 el territori dels Panch Mahals fou bescanviat amb Sindhia per territoris propers a Gwalior, i va esdevenir territori britànic; dos anys després (1863) els Panch Mahals van quedar fora del control de l'agent i el territori erigit en agència separada. El 1868 hi va haver una revolta a Narukot aviat sufocada. El 1876 el territori dels Panch Mahals va esdevenir el districte de Panchmahals. El seu col·lector fou en endavant, ex officio, agent de Rewa Kantha.
El 1948 els estats van quedar integrats a la província i després (1950) estat de Bombai que el 1960 es va dividir formant els de Maharashtra i Gujarat, i quedant dins el segon.